# Enchbatyn Badar-Uugan
Enchbatyn Badar-Uugan (mongoliska: Знxбaтьıн Бaдap-Уугaн) född 3 juni 1985, är en mongolisk amatörboxare.

## Meriter

### Olympiska meriter

#### Olympiska sommarspelen 2008
- Huvudartikel: Boxning vid olympiska sommarspelen 2008

| Tävlande              | Viktklass  | Sextondelsfinal      | Åttondelsfinal       | Kvartsfinal             | Semifinal            | Final                     |
| Tävlande              | Viktklass  | Motståndare Resultat | Motståndare Resultat | Motståndare Resultat    | Motståndare Resultat | Motståndare Resultat      |
| --------------------- | ---------- | -------------------- | -------------------- | ----------------------- | -------------------- | ------------------------- |
| Enchbatyn Badar-Uugan | Bantamvikt | Valdez (MEX) W 15-4  | Nevin (IRL) W 9-2    | Ikgopoleng (BOT) W 15-2 | Gojan (MDA) W 15-2   | Yankiel León (CUB) W 16-5 |

## Karriär
I asiatiska spelen 2006 i Doha förlorade han mot sydkoreanen Han Sool Chul, men vann ändå en bronsmedalj. I VM i amatörboxning 2007 i Chicago slog han britten Joe Murray, men förlorade sedan mot ryssen Sergej Vodopjanov, men vann silvermedalj. Badar-Uugan boxades för Mongoliet i OS 2008 i Peking, där han vann guldmedalj.